# Argana
Argana fou una ciutat reial del regne d'Hamath. Vers el 854 aC el rei Salmanassar III va sortir de Khalman (Alep) i es va dirigir contra dues ciutats del rei Irkhulina d'Hamath. Va capturar Adennu, Mashga, i Argana, la ciutat reial; el seu botí, déus, i les possessions dels seus palaus se les van endur i va cremar els palaus. D'Argana va marxar cap a Qarqar, una altra ciutat reial d'Irkhulina, que va buidar i va destruir amb foc. Prop de Qarqar es va lliurar la famosa batalla d'aquest nom. La situació d'Argana no ha estat determinada; se la situa prop d'Arvad o prop del llac d'Homs.